# Schlosskirche (Bad Dürkheim)

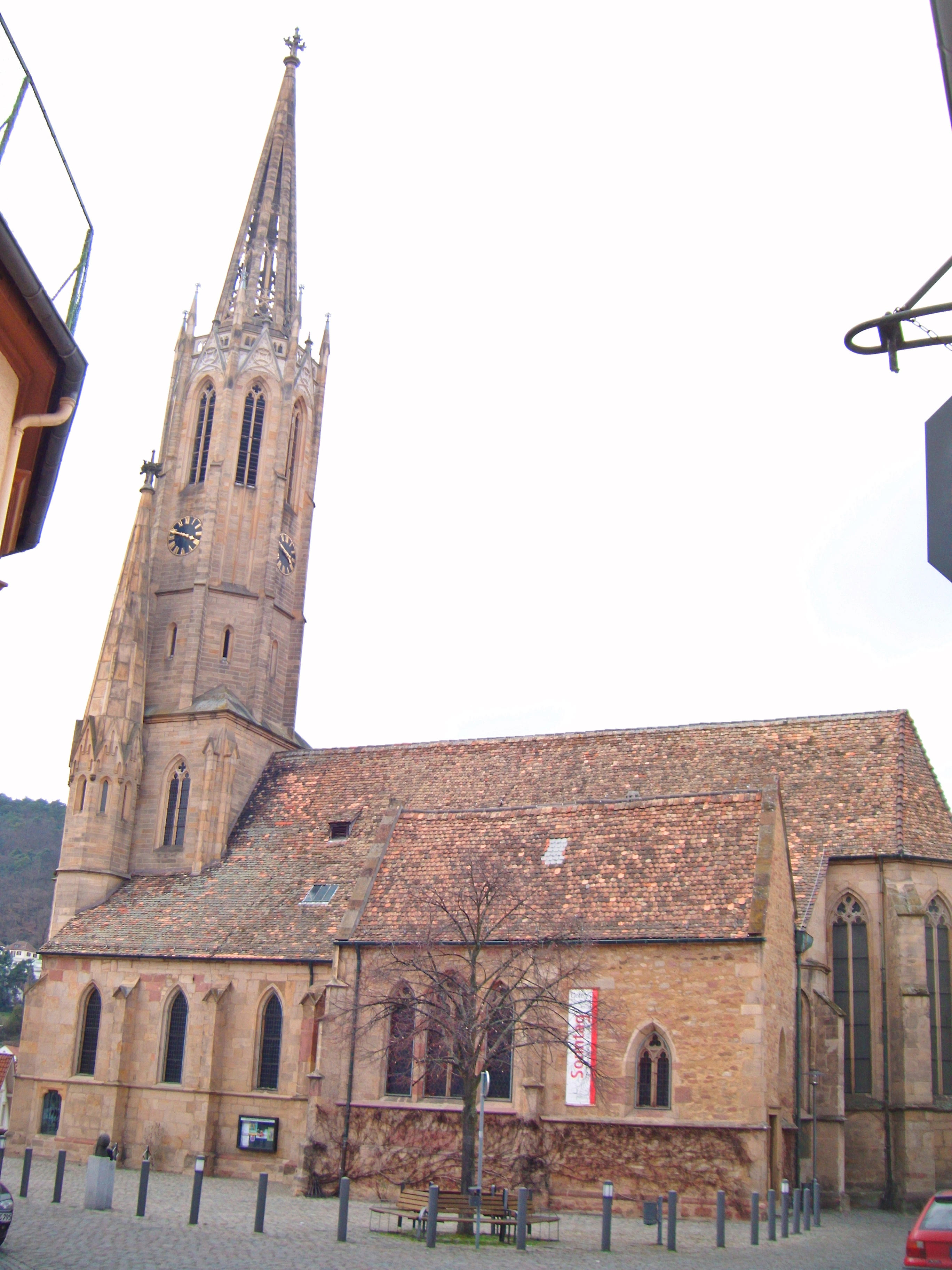
Schlosskirche von Süden; davor die Leininger Grabkapelle

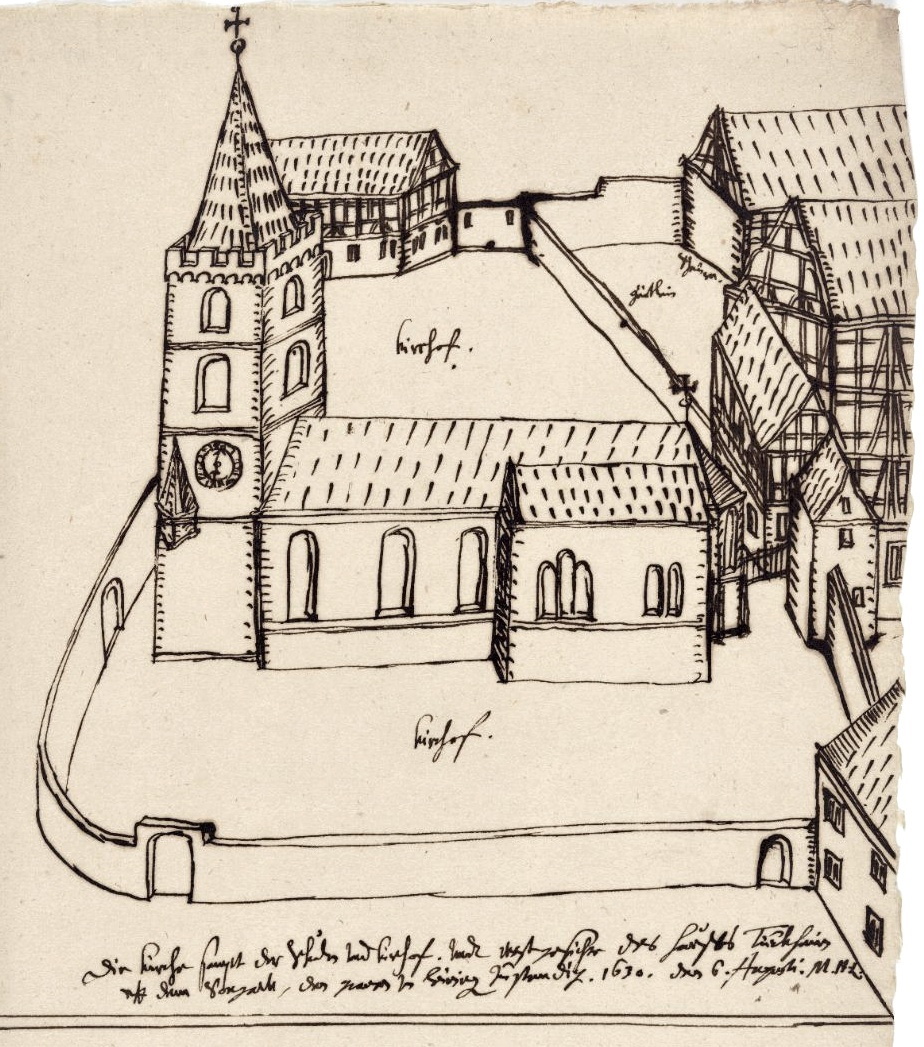
Schlosskirche 1630 (mit altem Turm), gezeichnet von Landgraf Moritz von Hessen-Kassel

Die Schlosskirche in Bad Dürkheim, ehemals Kirche St. Johannis, ist die evangelische Hauptkirche der Stadt. Zugleich ist sie ein bedeutsames Bauwerk der Frühgotik in der Pfalz. Die dreischiffige gotische Kirche hat keine Obergaden. Da die Gewölbezonen der Seitenschiffe fast vollständig unterhalb der Gewölbezonen des Mittelschiffs liegen gehört ist sie ein Grenzfall Pseudobasilika und Stufenhalle. Das Mittelschiff geht in einen einjochigen Chor über, ebenso enden die Seitenschiffe in Apsiden. Im Innern tragen auf jeder Seite fünf freistehende Rundpfeiler die Arkaden zwischen Mittel- und Seitenschiff.

## Geschichte
Anstelle der erstmals 946 erwähnten Pfarrkirche St. Johannes wurde um 1200 eine dreischiffige Basilika im gebundenen System mit drei quadratischen Gewölbejochen im Langhaus und sechs Gewölbejochen in den Seitenschiffen errichtet. Vor der Westwand stand ein Turm.
Um 1300 wurde an Stelle der romanischen Kirche ein Neubau errichtet, der von seinem Vorgänger die Fundamente und die Untergeschosse des Kirchturms übernahm. Zur Förderung des Bauprojektes bemühte man sich in Rom um Unterstützung. Laut einer 1300 dort ausgestellten Urkunde gewähren der armenische Erzbischof Basilius von Jerusalem, die Erzbischöfe Ranucius von Cagliari auf Sardinien und Adenulphus von Conza, sowie 13 weitere Bischöfe, einen Ablass für die Gläubigen, welche die Dürkheimer Kirche an bestimmten Feiertagen besuchen oder zum Neubau bzw. zur Beschaffung des notwendigen Kircheninventars etwas beitragen. In der Urkunde heißt es weiterhin, dass die besagte Kirche S. Johannis Baptistae in Durckeym, im Bistum Speyer, „in einem umfangreichen Neubau begriffen ist, dessen Kosten ohne das Almosen der Gläubigen nicht gedeckt werden können“.
Die Bauarbeiten des ersten gotischen Sakralbaus der Vorderpfalz waren 1335 beendet. Nur wenige Fenster haben Maßwerk, obwohl solches zur Bauzeit schon ein übliches Baudekor war. Als Patronatsherr wird 1387 der Abt von Kloster Schönau im Bistum Worms genannt.
Papst Gregor XII. verlieh 1414, unter der Bedingung einer erfolgten Beichte, einen weiteren Ablass, für alle andächtigen Besucher und Guttäter der Kirche, an den Festtagen Mariä Himmelfahrt, Mariä Geburt und am Patronatsfest St. Johannes der Täufer; ebenso den Teilnehmern an dem von Graf Emich von Leiningen für alle Tage des Jahres gestifteten, abendlichen Salve Regina.
Zugunsten einer Renovierung und reicheren Innenausstattung des Gotteshauses erwirkte Johannes von Dürckheim Stiftskantor an 
St. Florentius in Niederhaslach (Elsass), welcher der Johanneskirche in Dürkheim besondere Verehrung entgegen bringe, am 26. Februar 1480 nochmals einen Ablass, ausgestellt von 11 Kardinälen, darunter die Kardinalbischöfe Guillaume d’Estouteville von Ostia, Oliviero Carafa von Albano und Roderic Llançol i de Borja von Porto-Santa Rufina, der spätere Papst Alexander VI.
1531 wurde hier der Limburger Abt Werner Breder von Hohenstein vor dem Hochaltar beigesetzt; sein Grabstein befindet sich derzeit im Außenbereich, nördlich der Kirche.

## Leininger Grablege

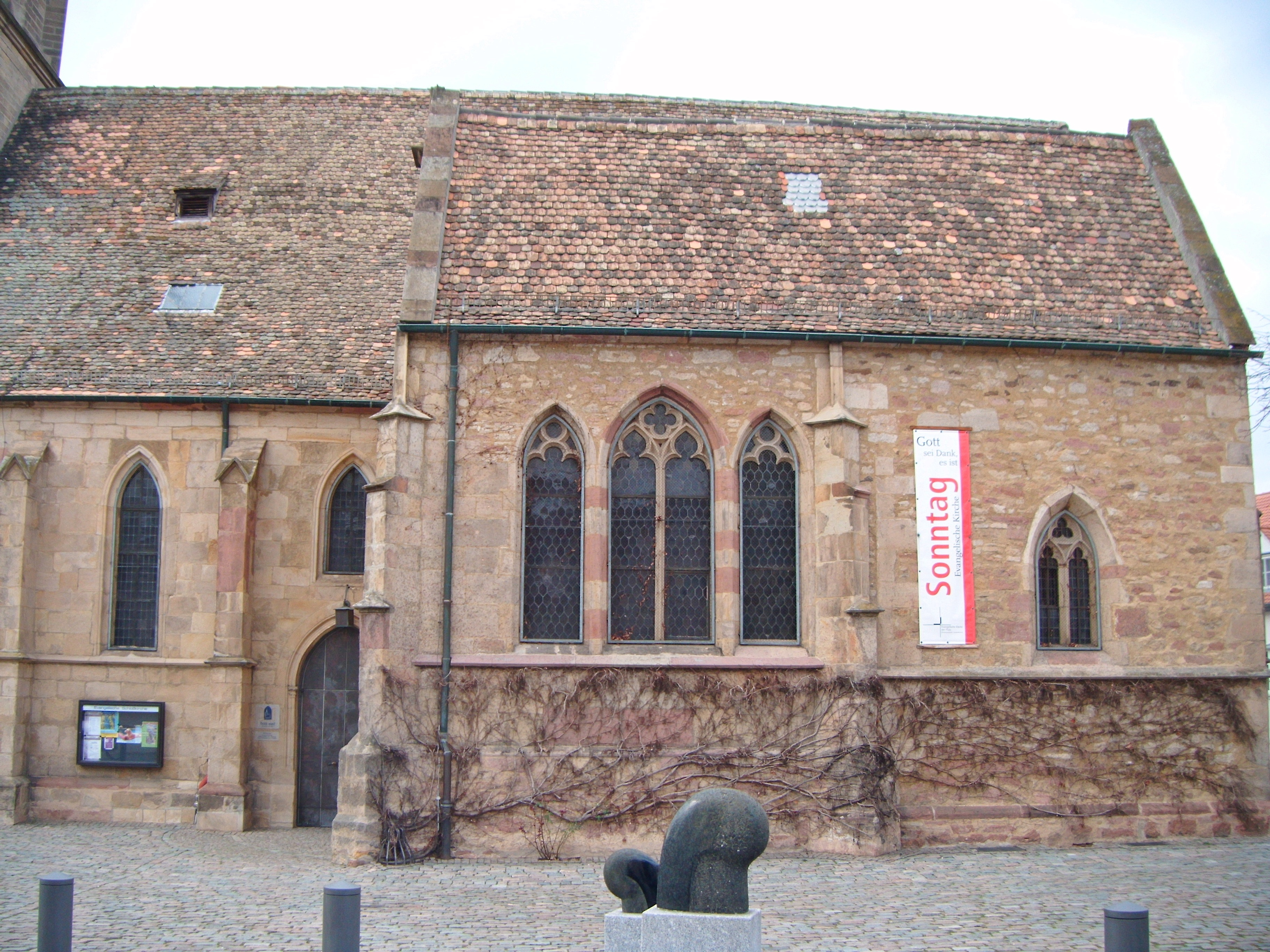
Die Leininger Grabkapelle; links der Grabbereich, rechts die Herrscherloge

1504 bis 1508 errichtete Graf Emich IX. von Leiningen-Hardenburg († 1535) eine Grabkapelle mit (nicht zugänglicher) Gruft, angebaut am südöstlichen Seitenschiff der Kirche. Es handelt sich um einen spätgotischen Bau mit zwei Giebeln, einem Satteldach und Rippengewölbe, der räumlich mit der Kirche verbunden ist.
Im Inneren haben sich mehrere gotische Grabplatten und Renaissance-Epitaphien erhalten. Das bedeutendste ist ein monumentales Doppelepitaph des Grafen Emich XII. von Leiningen-Hardenburg und seiner Gemahlin Maria Elisabeth von Pfalz-Zweibrücken, Tochter des Herzogs Wolfgang von Pfalz-Zweibrücken. Der Speyerer Bildhauer David Voidel schuf es um 1612 und man erkennt hinter den Fürstenfiguren u. a. ein Relief, das den damaligen Baubestand des Stammsitzes Hardenburg zeigt. Es sind in der Kapelle außerdem die Grabplatten der Erbauer, Graf Emich IX. von Leiningen und seiner Gattin Agnes geb. von Eppstein-Münzenberg († 1533), sowie Reste gotischer Wandmalereien vorhanden. 1926 fand man bei einer Öffnung der Gruft die sterblichen Überreste von insgesamt 9 hier bestatteten Personen. Der Ostteil der Kapelle ist die sogenannte Herrscherloge, ein abgetrennter und zur Kirche hin offener Bereich, aus welchem der Graf dem Gottesdienst folgte. Diese Aufteilung ist auch äußerlich sichtbar. Westlich, mit dreiteiligem Spitzbogenfenster, die eigentliche Grabkapelle; östlich, mit kleinem Spitzbogenfenster und separater Außentür, die Herrscherloge.

## Veränderungen 1865/1866 und Restaurierung 1977–1980
Das Äußere der Kirche wird heute von den 1865/1866 erneuerten oberen Geschossen des 70 Meter hohen Westturmes beherrscht. Das Maßwerk der Fenster, zum Teil in spätgotischen Formen, entstand ebenfalls 1865 und passt nicht zu den Bauformen der frühgotischen Kirche des 14. Jahrhunderts.
Schäden an den Gewölben und Pfeilern führten zu einer umfangreichen Restaurierung in den Jahren 1977 bis 1980 durch den Architekten Martin Vogel. Dabei wurde das Innere der Kirche stark verändert und dem frühgotischen Stil des Bauwerks angepasst.

## Orgel

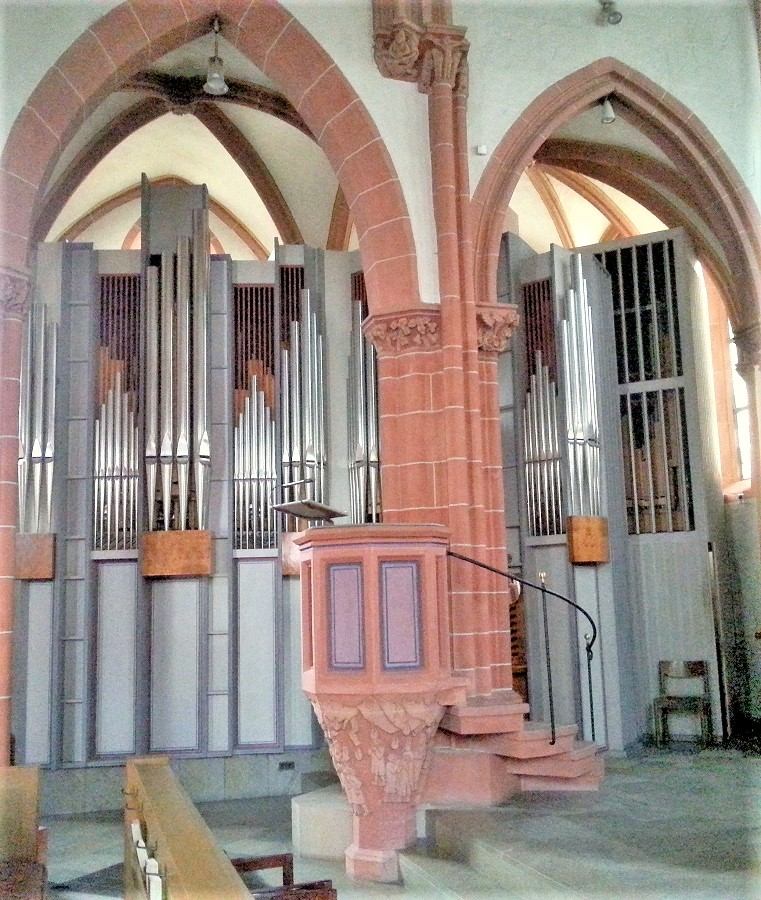
Ott-Orgel von 1983

Die Orgel der Schlosskirche wurde 1983 von der Orgelbaufirma Paul Ott (Göttingen) gebaut. Das Instrument hat 27 Register auf zwei Manualen und Pedal. Spiel- und Registertrakturen sind mechanisch. 2007 wurde von der Firma Orgelbau Lenter die Orgel ausgereinigt, die Intonation überarbeitet sowie ein Zimbelstern und eine Setzeranlage hinzugefügt.

| I Hauptwerk C–g3 |             |     |
| 1.               | Gedackt     | 16′ |
| 2.               | Prinzipal   | 08′ |
| 3.               | Rohrflöte   | 08′ |
| 4.               | Oktave      | 04′ |
| 5.               | Holzflöte   | 04′ |
| 6.               | Oktave      | 02′ |
| 7.               | Cornett IV  |     |
| 8.               | Mixtur V–VI |     |
| 9.               | Trompete    | 08′ |

| II Schwellwerk C–g3 |              |         |
| 10.                 | Holzflöte    | 08′     |
| 11.                 | Salicional   | 08′     |
| 12.                 | Gamba        | 08′     |
| 13.                 | Prinzipal    | 04′     |
| 14.                 | Traversflöte | 04′     |
| 15.                 | Nasard       | 02 ⁄3′  |
| 16.                 | Flöte        | 02′     |
| 17.                 | Terz         | 01 3⁄5′ |
| 18.                 | Mixtur III–V |         |
| 19.                 | Fagott       | 16′     |
| 20.                 | Schalmey     | 08′     |
|                     | Tremulant    |         |

| Pedal C–f1 |             |     |
| 21.        | Subbaß      | 16′ |
| 22.        | Prinzipal   | 08′ |
| 23.        | Rohrgedackt | 08′ |
| 24.        | Choralbaß   | 04′ |
| 25.        | Posaune     | 16′ |
| 26.        | Trompete    | 08′ |
| 27.        | Clarine     | 04′ |

- Koppeln: II/I, I/P, II/P.
- Nebenregister: Zimbelstern
- Spielhilfen: Elektronische Setzeranlage

## Glocken
Die Schlosskirche besitzt ein fünfstimmiges Geläute der Glockengießerei Bachert aus Karlsruhe. Die Glocken wurden 1953 gegossen und haben die Schlagtöne cis´, e´, a´, h´, cis´´. Die größte Glocke wiegt 1.460 Kilogramm. Die Glocken cis´´ und a´ schlagen die Viertelstunden, die Glocken e´ und cis´ die Stunden.

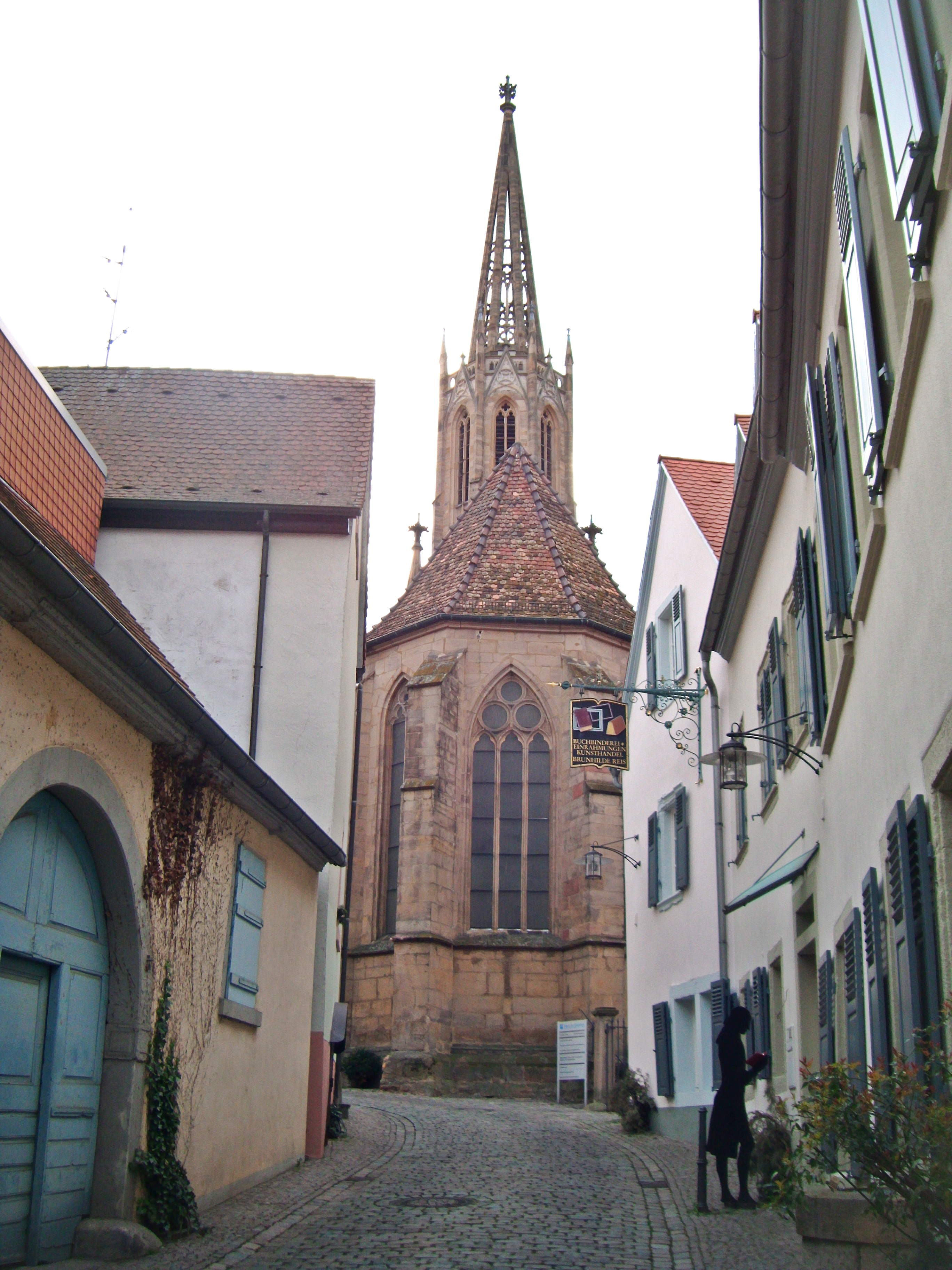
Schlosskirche, Chor von der Kirchgasse aus
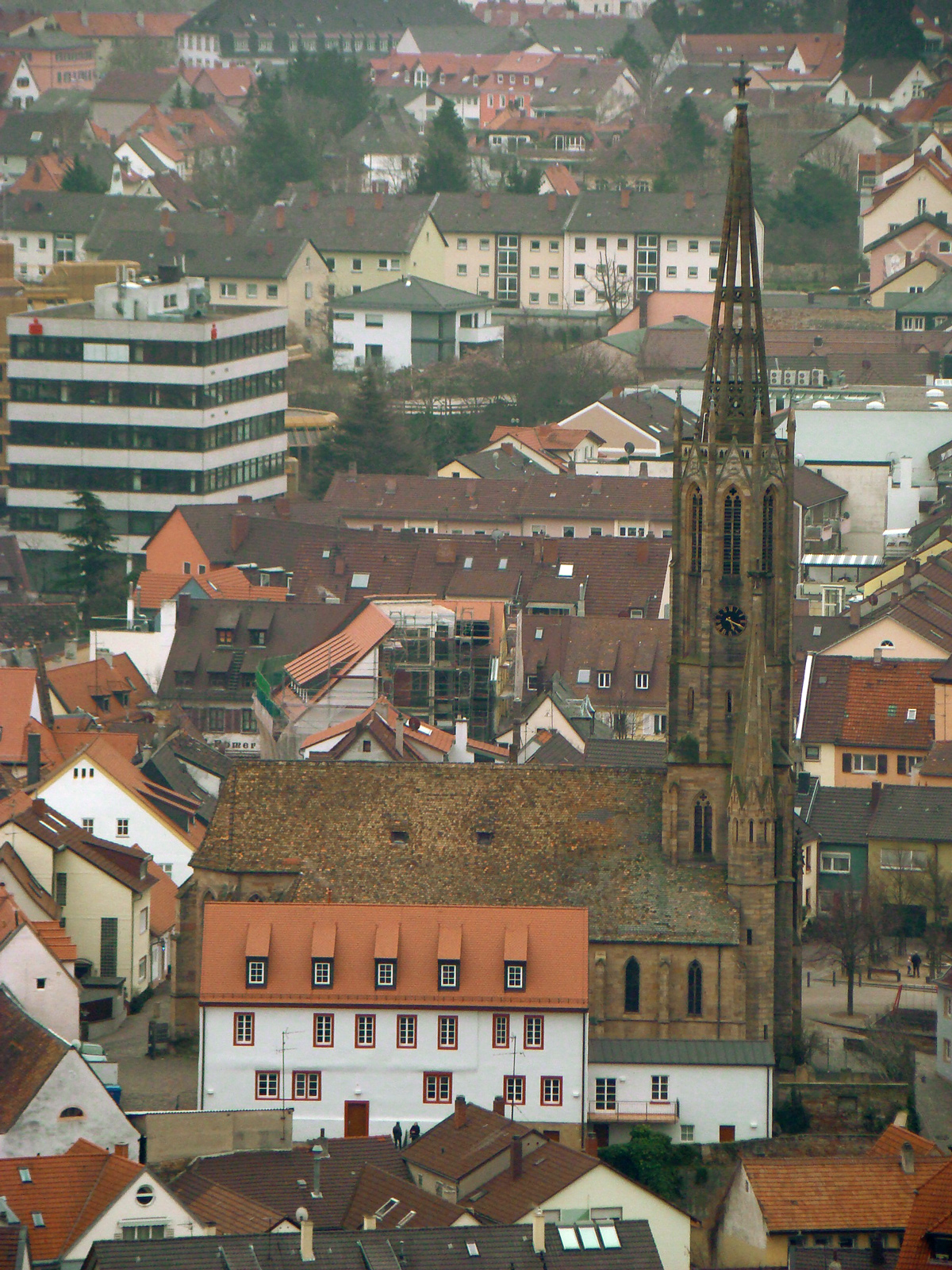
Schlosskirche von Norden
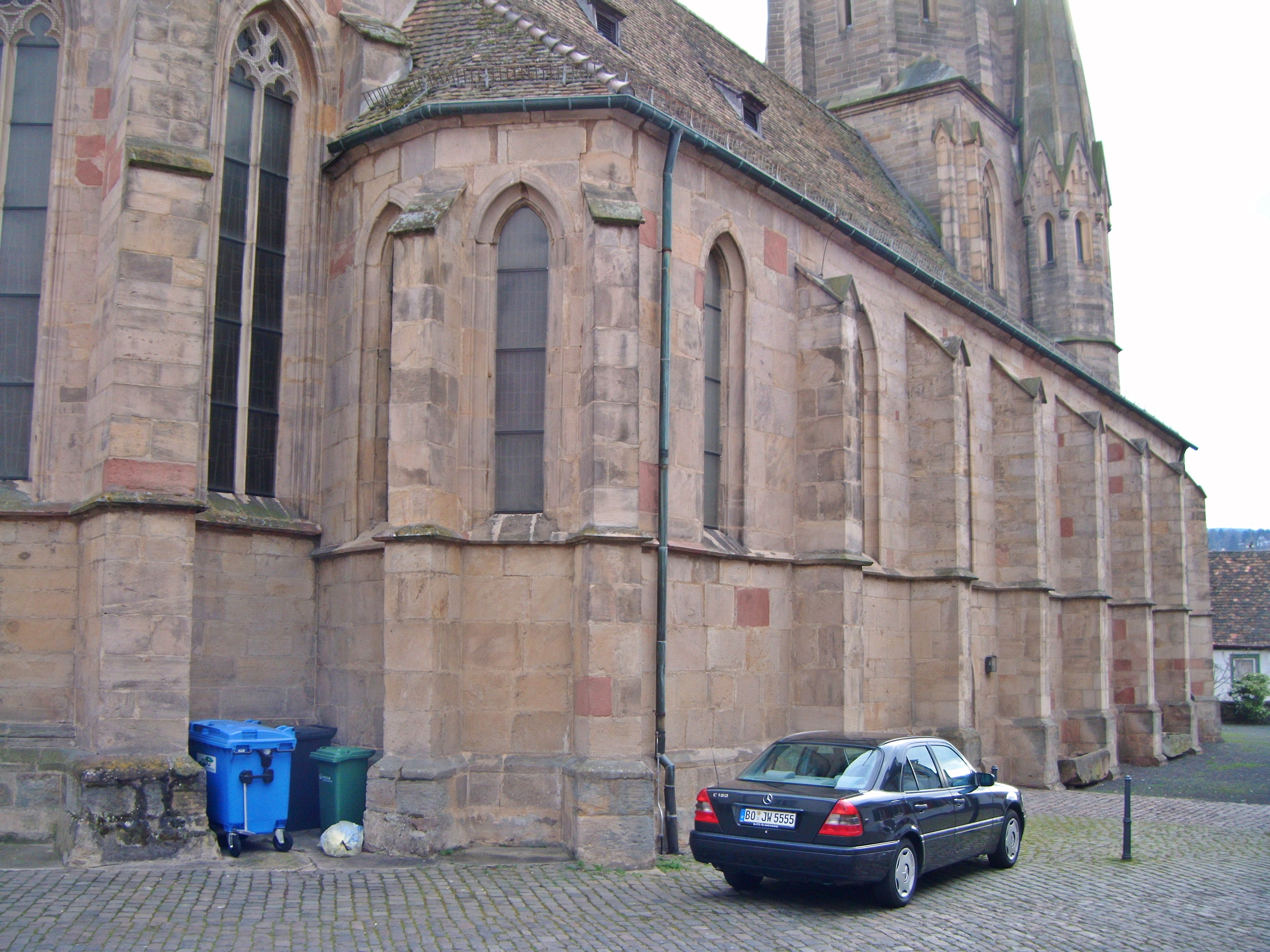
Schlosskirche, Nordseite
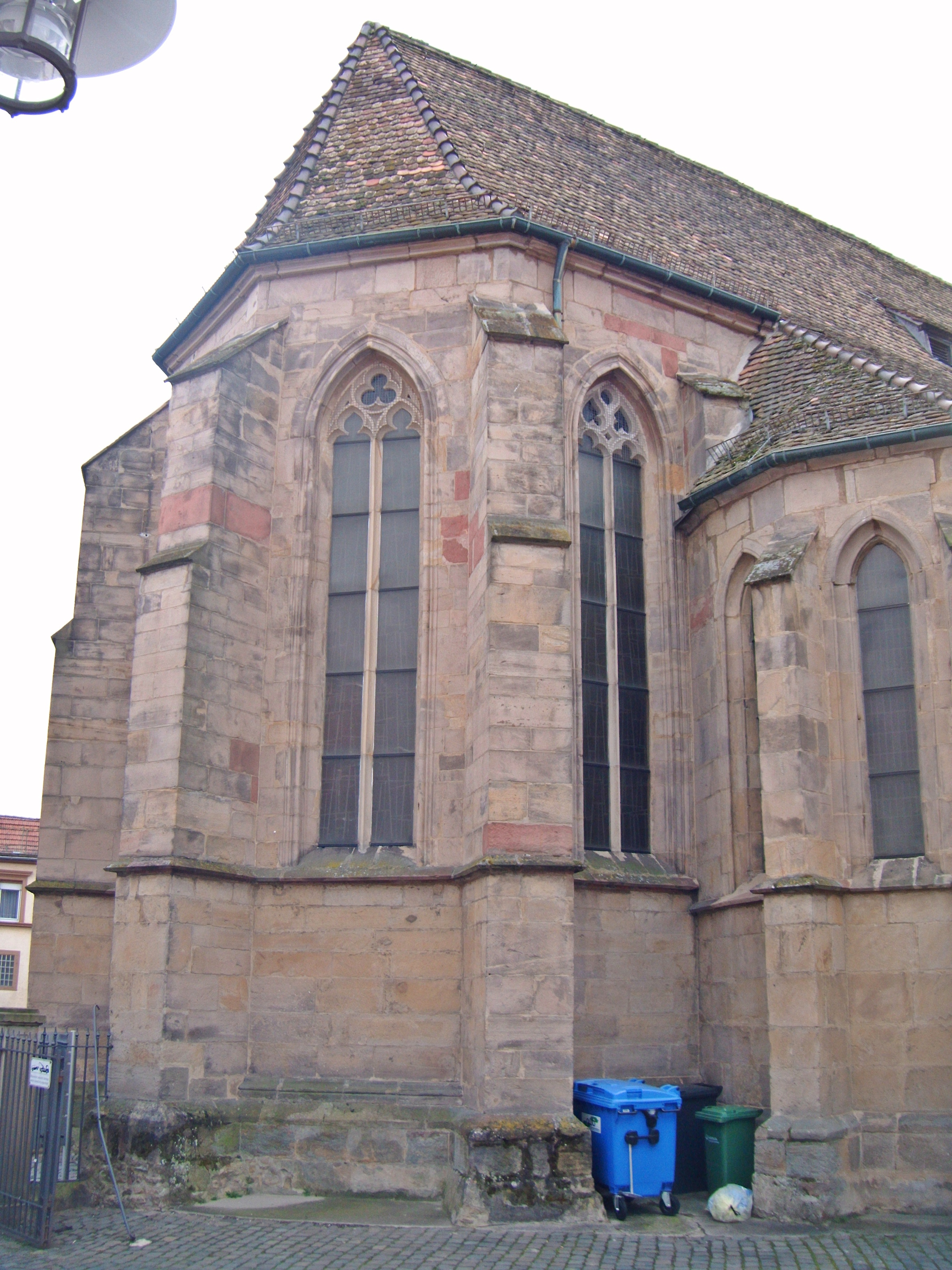
Schlosskirche, Ostchor
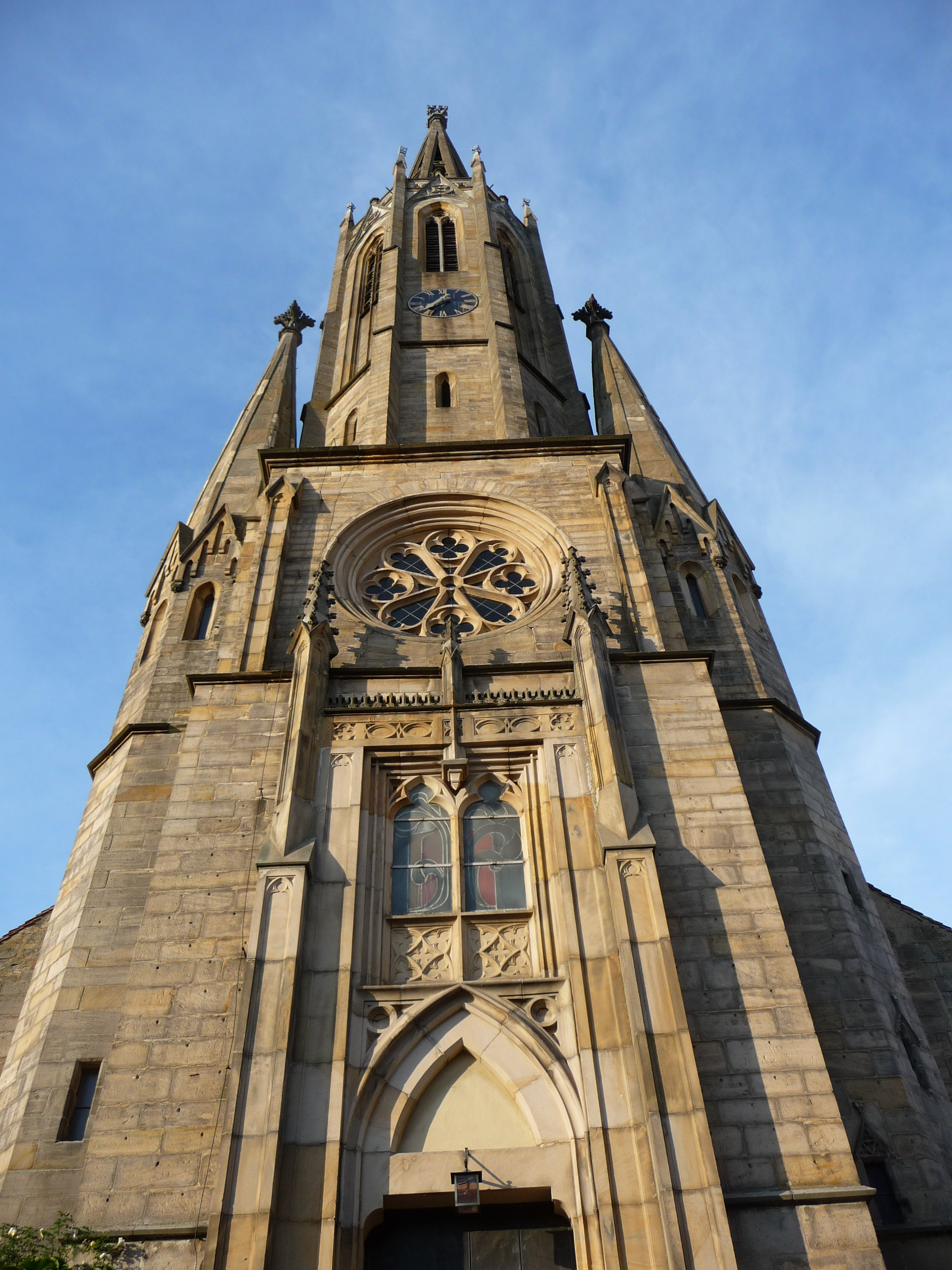
Schlosskirche, Westfassade
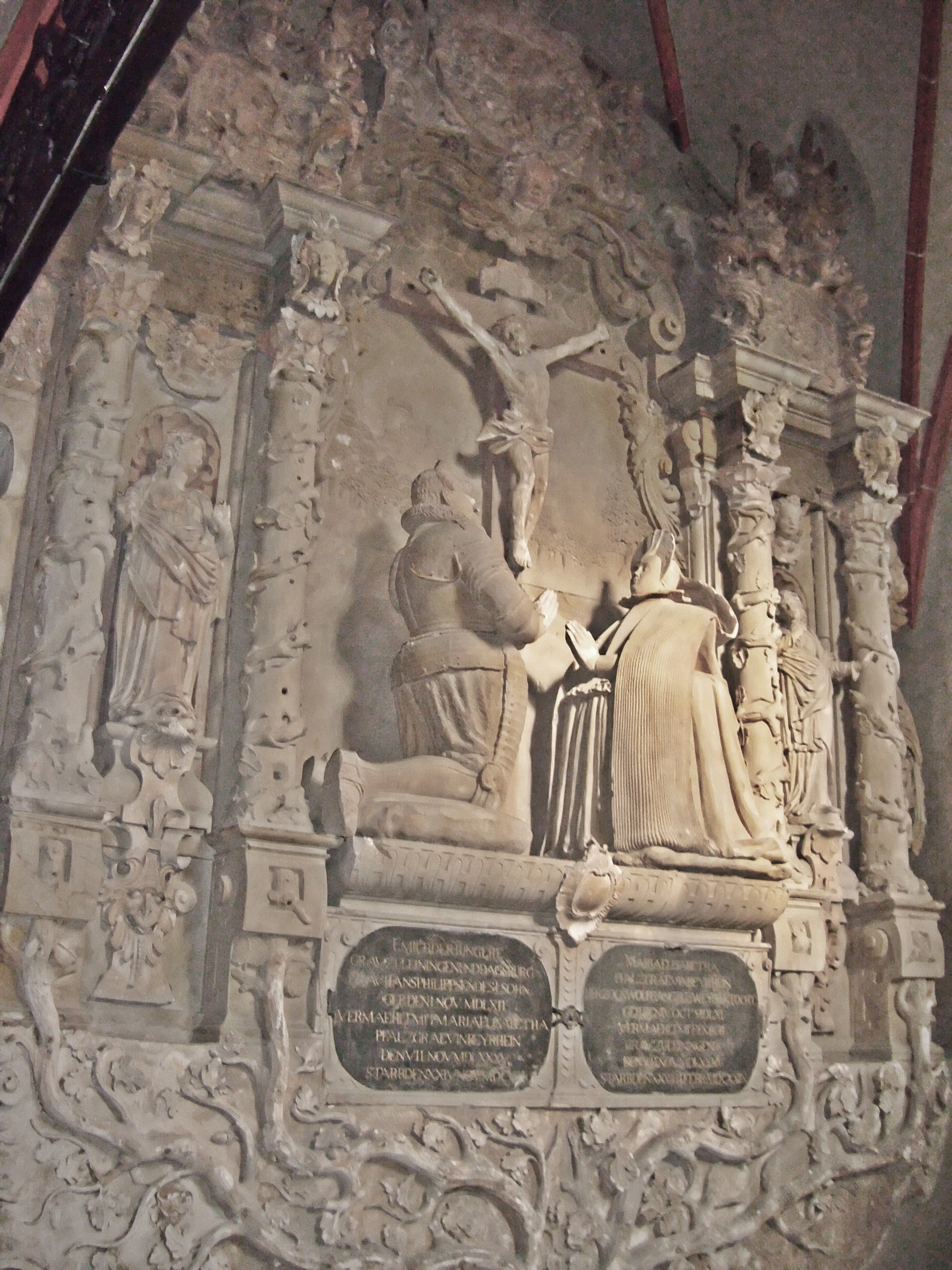
Doppelepitaph Graf Emich XII. und Gemahlin
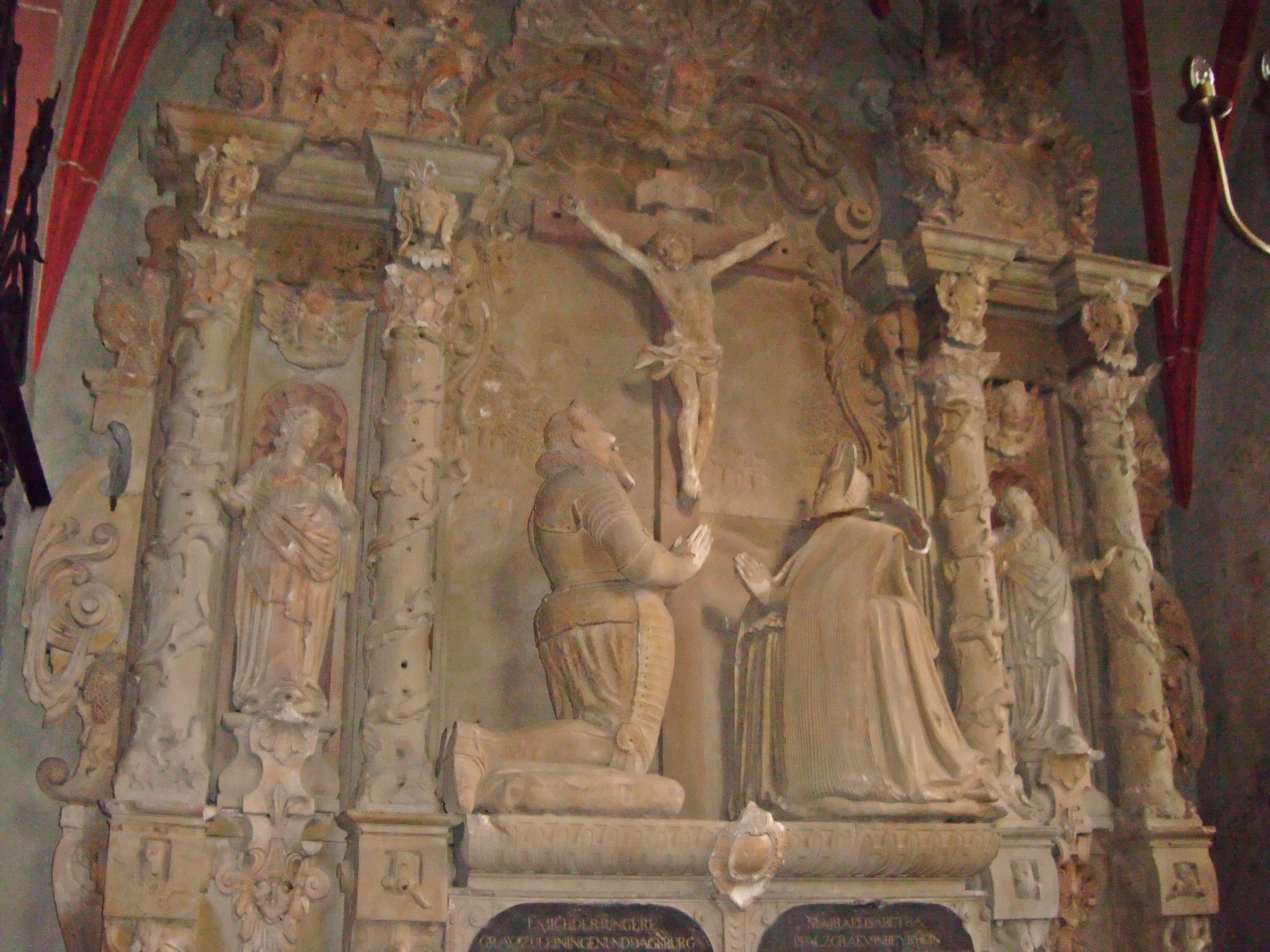
Doppelepitaph, Nahaufnahme
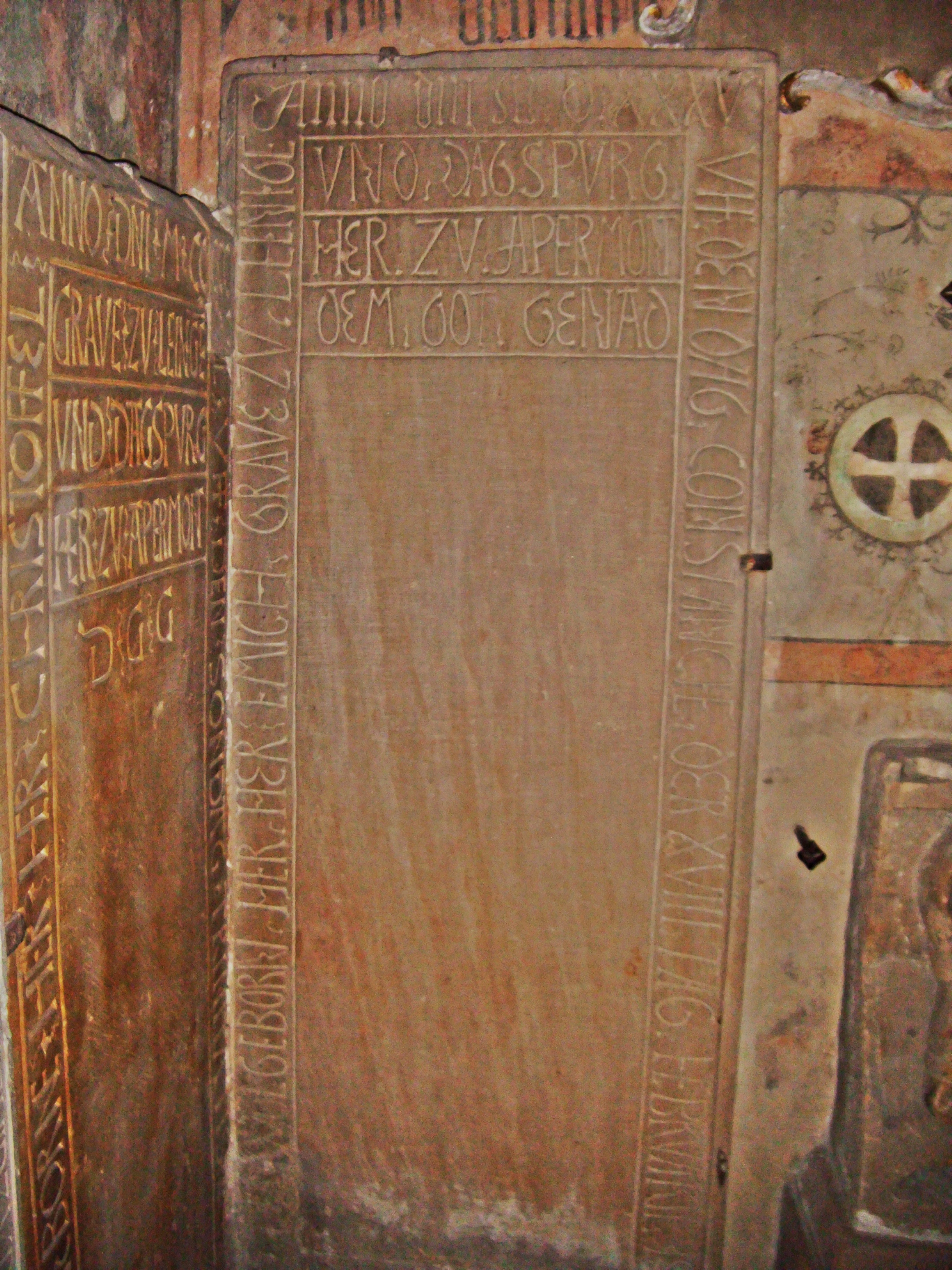
Grabplatte des Erbauers der Kapelle, Graf Emich IX. von Leiningen († 1535)
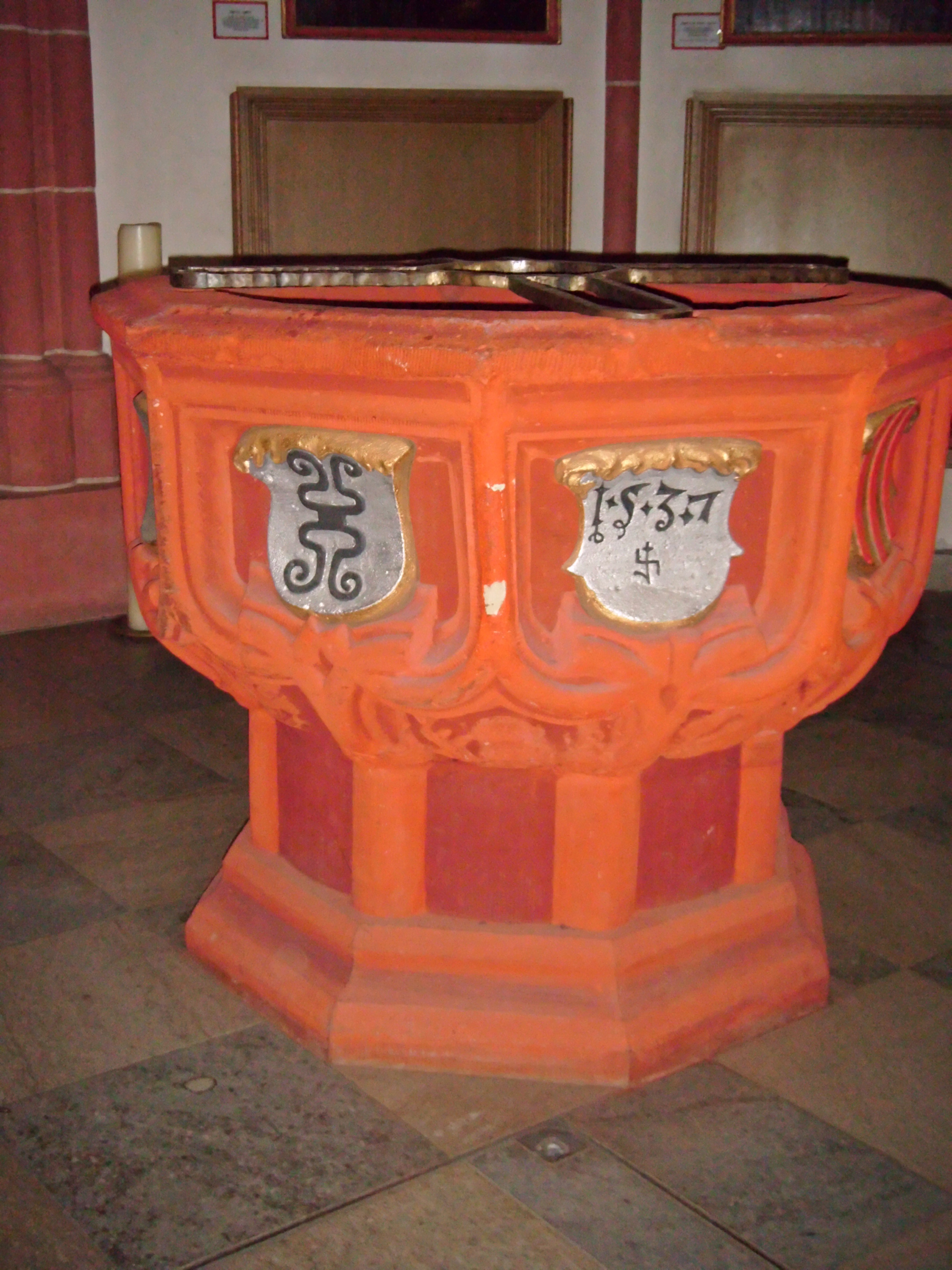
Gotischer Taufstein, 1537